# Mod perl
mod_perl est un module Perl pour le serveur Apache HTTP. Il incorpore un interpréteur Perl dans le serveur Apache, en sorte que le contenu dynamique produit par Perl puisse être fourni en réponse aux requêtes HTTP reçues, sans subir les pertes de temps dues au lancement répétitif de l'interpréteur Perl pour chaque nouvelle requête.
L'auteur du module est Lincoln Stein.
Le module "mod_perl" peut émuler un environnement CGI (Common Gateway Interface), si bien que des scripts Perl CGI existants peuvent bénéficier de l'amélioration des performances sans qu'il soit besoin des réécrire.
Contrairement à CGI, mod_perl fournit un accès complet à l'interface de programmation Apache, permettant au développeur d'accéder à toutes les phases du cycle des requêtes Apache, de manipuler les tables internes Apache, de partager des données entre les processus et threads Apache, de modifier ou étendre les fichiers de configuration Apache, et ainsi de suite.